# Pittsburgh, Westmoreland and Somerset Railroad

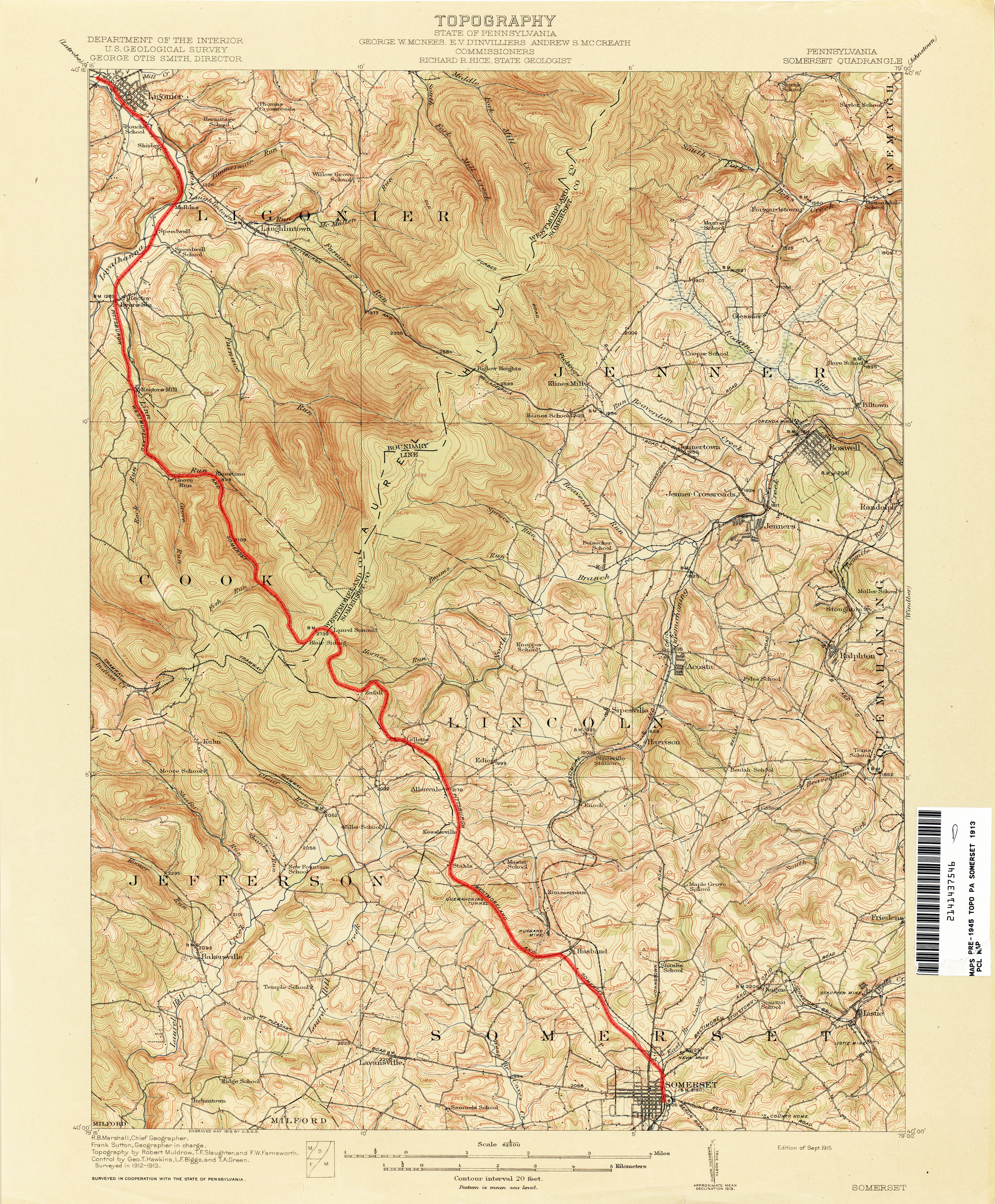
Streckenkarte der Pittsburgh, Westmoreland and Somerset Railroad

Die Pittsburgh, Westmoreland and Somerset Railroad (PW&S) war eine amerikanische Eisenbahngesellschaft in Pennsylvania. Die Gesellschaft existierte von 1899 bis 1916 und diente vor allem dem Holztransport aus den Laurel Hill in den Allegheny Mountains.

## Geschichte
Das Forstunternehmen Byers-Allen Lumber Company begann im Mai 1899 mit dem Bau einer 40,3 Kilometer langen normalspurigen Eisenbahnstrecke von Legonier nach Somerset. Am 20. Juli 1899 wurde dann die Pittsburgh, Westmoreland and Somerset Railroad mit einem Stammkapital von 220.000 Dollar gegründet. Neben den beiden Landeignern Charles Nelson Byers und Lauros H. Allen waren an der Finanzierung die Mellon Bank und die Pennsylvania Railroad beteiligt.
Die Bahnstrecke sollte somit nicht nur dem Abtransport des gefällten Holzes dienen, sondern auch öffentlichen Güter- und Personenverkehr anbieten.
Im Juni 1900 erreichte die Strecke nach 20,1 Kilometer den Kamm des Laurel Hill. Ab Sommer 1901 wurden jeweils ein Hin- und Rückzug nach  Rector (heute Mechanicsburg) und Bluestone angeboten. Die Fertigstellung der Strecke bis nach Somerset dauerte jedoch noch bis 1906. Vorteilhaft erwies es sich, dass man auf den letzten Kilometern bis nach Somerset die Trasse der nicht fertiggestellten Southern Pennsylvania Railroad, unter anderem den Quemahoning-Tunnel nutzen konnte. Am 28. April 1906 wurde schließlich der Zugverkehr bis nach Somerset aufgenommen. Täglich fuhr vormittags ein Zug von Ligonier nach Somerset und nachmittags zurück. Von Ligonier nach Somerset benötigte der Zug 90 Minuten und in die Gegenrichtung 100 Minuten.
Ab 1909 erschöpften sich die Holzvorkommen entlang der Bahnstrecke. Die Holzfällerlager und Sägemühlen mussten deshalb stillgelegt werden. Der verbliebene Verkehr sorgte jedoch nicht für ausreichende Einkünfte. Die Strecke wurde deshalb am 23. September 1916 eingestellt. Im folgenden Jahr wurde die Strecke zurückgebaut.
Reste der Strecke sind heute noch im Linn Run State Park vorhanden. Im östlichen Teil der Strecke wurde die Trasse durch den Pennsylvania Turnpike überbaut.

## Betrieb
In Ligonier hatte die Strecke Anschluss an die Strecke der Ligonier Valley Railroad und in Somerset an das Streckennetz der Baltimore and Ohio Railroad. Auf dem Kamm des Laurel Hill bestand ab 1908 noch eine Verbindung zur Waldbahn der Blair Luber Company.
Die Strecke von Legonier bis Rector war relativ flach. Danach begann dann der Anstieg zum Gebirgskamm. Diese konnte nur durch größere Steigungen und dem Bau von Kurven erreicht werden. Auf der östlichen Seite des Gebirges waren ebenfalls im oberen Teil zwischen Laurel Summit und Allenvale größere Steigungen zu überwinden. Zur Sicherung talfahrender Züge errichtete man Schutzweichen mit Gegenanstieg. Das danach folgende Planum des Southern-Pennsylvania-Railroad-Projektes wies geringere Steigungen auf.
Auf dem Laurel Summit wurde ein Pavillon für Tanzveranstaltungen errichtet.
Neben der Hauptstrecke wurden durch die Byers-Allen Lumber Company noch Strecken mit rund 16 Kilometer Länge zu den einzelnen Holzfällercamps gebaut. Diese wiesen im Einzelfall Steigungen bis zu 12 % auf.
Neben dem geschlagenen Holz und dem Personenverkehr wurden außerdem Steine, Kohle und weitere Güter transportiert. Der Betrieb der Dampflokomotiven verursachte mehrfach schwere Waldbrände.

## Fahrzeuge
1900 standen für den Betrieb zwei Lokomotiven und zwei gedeckte Güterwagen und 24 Flachwagen zur Verfügung. 1901 wurde ein Personenwagen angeschafft.
Im Einsatz auf der Strecke waren die bei Lima Locomotive Works gefertigte Shay-Lokomotiven Nr. 3 aus dem Jahr 1905 und die Nummer 395 aus dem Jahr 1892. Beide Lokomotiven wurden nach 1909 verkauft. 
Außerdem verfügte die Gesellschaft über konventionelle Dampflokomotiven die von der Pennsylvania Railroad erworben wurden.